# Гексафторид дикремния
Гексафторид дикремния — неорганическое соединение,
Фторпроизводное дисилана с формулой Si2F6,
бесцветный газ,
гидролизуется водой.

## Получение
- Реакция гексахлорида дикремния и фторида цинка:

{\displaystyle {\mathsf {Si_{2}Cl_{6}+3ZnF_{2}\ {\xrightarrow {50-60^{o}C}}\ Si_{2}F_{6}\uparrow +3ZnCl_{2}}}}

## Физические свойства
Гексафторид дикремния образует бесцветный газ,
гидролизуется водой.